# 官垸镇
官垸乡，是中华人民共和国湖南省常德市澧县下辖的一个乡镇级行政单位。

## 行政区划
官垸乡下辖以下地区：
官垸码头社区、余家台村、沟围湖村、鸟儿洲村、虾子垱村、幸福桥村、仙桃村、七里村、世发村和凤凰村。